# Versoix
Versoix é uma comuna situada no Cantão de Genebra, na Suíça, que em 1999  ultrapassou os 10 000 habitantes e subiu ao grau de cidade. Pela sua situação geográfica está situada na chamada Região Lemánica e faz parte da Suíça romanche.
Versoix é conhecida pela famosa indústria de chocolates Favergé e também pela comédia musical Les saisons d'Élodie.

## História
Foram encontrados vestígios de uma estação lacustre da Idade do Bronze, médio e recente, em face da Igreja Católica.
No período Galo-Romano, por volta de 50 a.C., Versoix faz parte da colónia romana Colonia Julia Equestris, que tinha Nyon como capital. Agrippa constrói em  19 a.C. a estrada Genebra-Basileia como parte da estrada  imperial Milão-Colónia. 
A primeira menção escrita de Versoi (então sem "x") , em 1022 , refere-se ao nome de um castelo. Etimologicamente, Versoi ou Bersoye significa casa de caça, normal para uma localidade cercada de pinhais. 
A nova cidade de Versoix, Versoix-la-Ville, foi criada no século XVIII a pedido de Étienne François, duque de Choiseul e apoiado pelo conde de Ferney, Voltaire. Na altura, Versoix era território francês e com a criação desta nova cidade e construção de um porto no lago Lemano a concorrência com Genebra era evidente, pelo que o estudo foi dado ao engenheiro militar Pierre Joseph de Bourcet que desenha, perto de Versoix-le-Bourg, uma cidade regular de forma octogonal - inspirado nas ideias de Vauban - junto ao rio Versoix, nas margens do lago para permitir a construção de um porto. Como o duque de Choiseul caiu em desgraça em 1770 e foi expulso, o projeto nunca mais foi realizado, só subsistindo o canal para desviar a ribeira que deveria alimentar com água a nova cidade. Muito mais recentemente, o porto de Versoix foi terminado, segundo os desenhos de Bourcet, em 1962 artigo, e manteve o nome, Port Choiseul.

## Versoix, Genebra e a Confederação Helvética
Como outras seis localidades (Pregny, Collex-Bossy, Grand-Saconnex, Meyrin et Vernier) que pertenciam ao país de Gex, Versoix é ligada a Genebra para que esta possa pedir a sua entrar na Confederação Helvética, o que é feito segundo o Tratado de Paris (1815). Na realidade a Suíça exigia que a República de Genebra tivesse uma fronteira comum com o cantão de Vaud. 
Em 1999 Versoix toma o estatuto de cidade com uma população de mais de 10 000 habitantes

### Cronologia histórica
Estão implicados nesta apanhado de datas, em que Versoix é o fulcro : Genebra, o País de Gex, o Ducado de Saboia, os senhores de Berna, Luís XV.
Mesmo se não tem a importância de uma Genebra nem por isso Versoix pode tentar fazer-lhe frente (circa 1767) antes de se aliar definitivamente a ela (1816), condição sine qua non para que Genebra possa fazer parte da Confederação Helvética.
- 1022 - Primeira menção escrita de Versoi (sem "x") como nome de um castelo. Etimologicamente Versoi ou Bersoye significa casa de caça, normal para uma localidade cercada de pinheirais.
- 1257 - O  conde Pedro de Saboia compra o País de Vaud e Versoix e manda construir por razões estratégicas um novo castelo com uma torre de menagem redonda com 30 m de altura. Versoix torna-se saboiarda por 11 anos
- 1268 - Agnès de Faucigny,  a viúva do conde Pierre, lega  Versoix ao seu irmão Simon de Joinville, senhor de Gex
- 1355 - Amadeu VI de Saboia cerca  e toma Gex e anexa todo o País de Gex. Versoix torna-se uma segunda vez saboiarda, mas desta vez por  181 anos.
- 1536 - Os senhores de Berna ocupam o País de Vaus e o País de Gex e impõem o protestantismo. Desaparecer  da igreja de Saint-Loup. A igreja de Saint-Théodule torna-se um templo. Versoix é bernesa e Berna é protestante!
- 1567 - Tratado de Lausana (1567). Berna devolve o País de Gex e Versoix ao duque de Saboia
- 1589 - Guerra entre Genebra e a Saboia. Massacres selvagens cometidos pelas tropas do duque de Saboia contra os protestantes do País de Gex.
- 1601 - Tratado de Lyon (1601). O País de Gex et Versoix tornam-se franceses.
- 1767 - Conflito entre Genebra e a França. Bloqueio de Genebra. Princípio da criação de Versoix-la-Ville (Versoix a cidade) com a construção de um porto comercial, o Porto Choiseul e  as estradas de Meyrin a Versoix, assim como de Versoix ao Franco-Condado (Franche-Comté). A iniciativa é um projecto de Voltaire e o seu promotor e financeiro é o  duque de Choiseul, ministro de Luís XV. Os Nativos (os estrangeiros, nascidos em Genebra, muitas vezes de segunda ou terceira geração, mas sem direitos políticos) de Genebra são convidados a instalarem-se  e a trabalhar em Versoix-la-Ville. Vivas protestações de Genebra e Berna.
- 1770 - Queda e exílio do duque de Choiseul. O projecto é abandonado. Os Nativos voltam para Genebra, mas a pequena localidade de  Versoix-la-Ville, independente de Versoix-le-Bourg, consegue sobreviver.
- 1773 - Projecto de cidade  fortificada  por Pierre Joseph de Bourcet
- 1790 -Revolução Francesa. Versoix faz parte do departamento de Ain
- 1798 - Genebra é ocupada e anexada à França. Versoix pertence agora ao departamento do Léman com Genebra como capital. É a segunda vez que Versoix está ligada a Genebra.
- 1816 - Versoix de novo dada a Genebra e à Suíça segundo as condições do Tratado de Paris (1815).
- 1854 - Construção do cais no Porto de Versoix coma pedras do Porto Choiseul
- 1892 - Iluminação eléctrica.
- 1962 - Reconstrução do Porto Choiseul para porto de recreio.

## Transpores
Além da autoestrada A1 (este-oeste) que de Genebra parte para Lausana em direção de São Galo para entrar na Áustria, e que para Sul se liga com as A40 francesa, há a chamada Estrada do Lago que serve as localidades entre Genebra e Lausana. Entre as duas a linha ferroviária que parte da Estação de Cornavin, tem não só serviço regional, como interregional e internacional.  A cidade é servida pelas linhas de ônibus U e V de transportes públicos de Genebra.

## Imagens

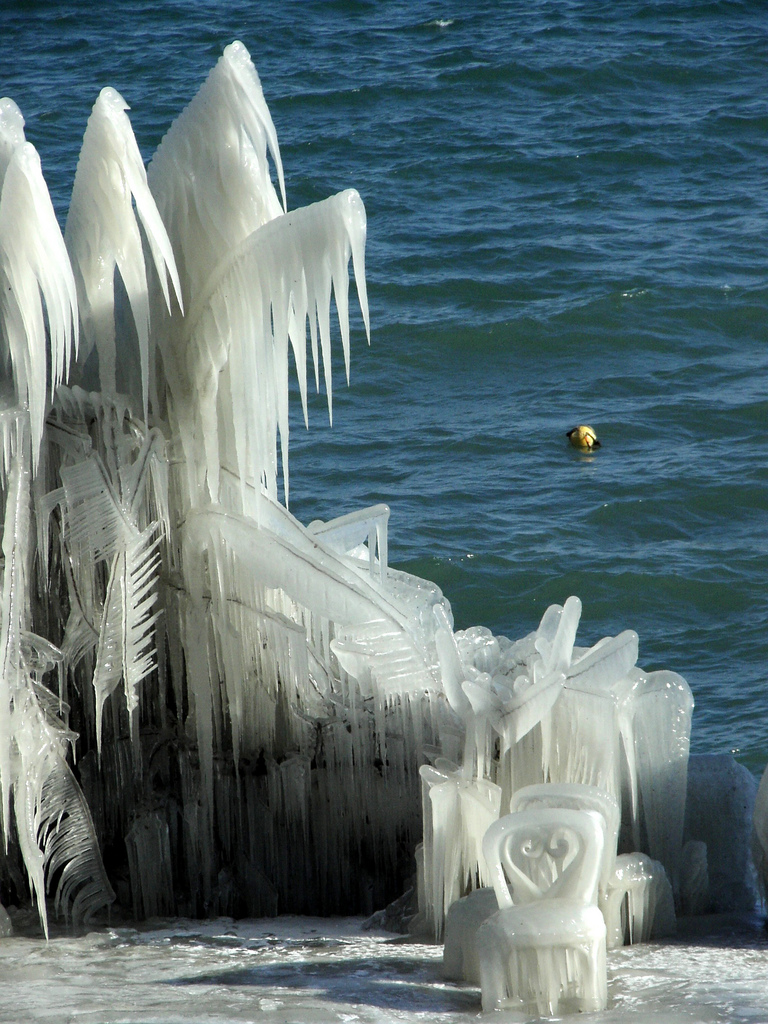
Versoix, Jan. 2005
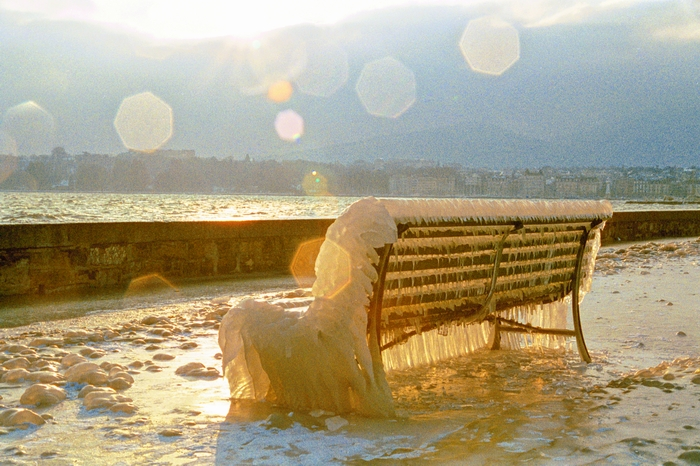
Versoix, 2005
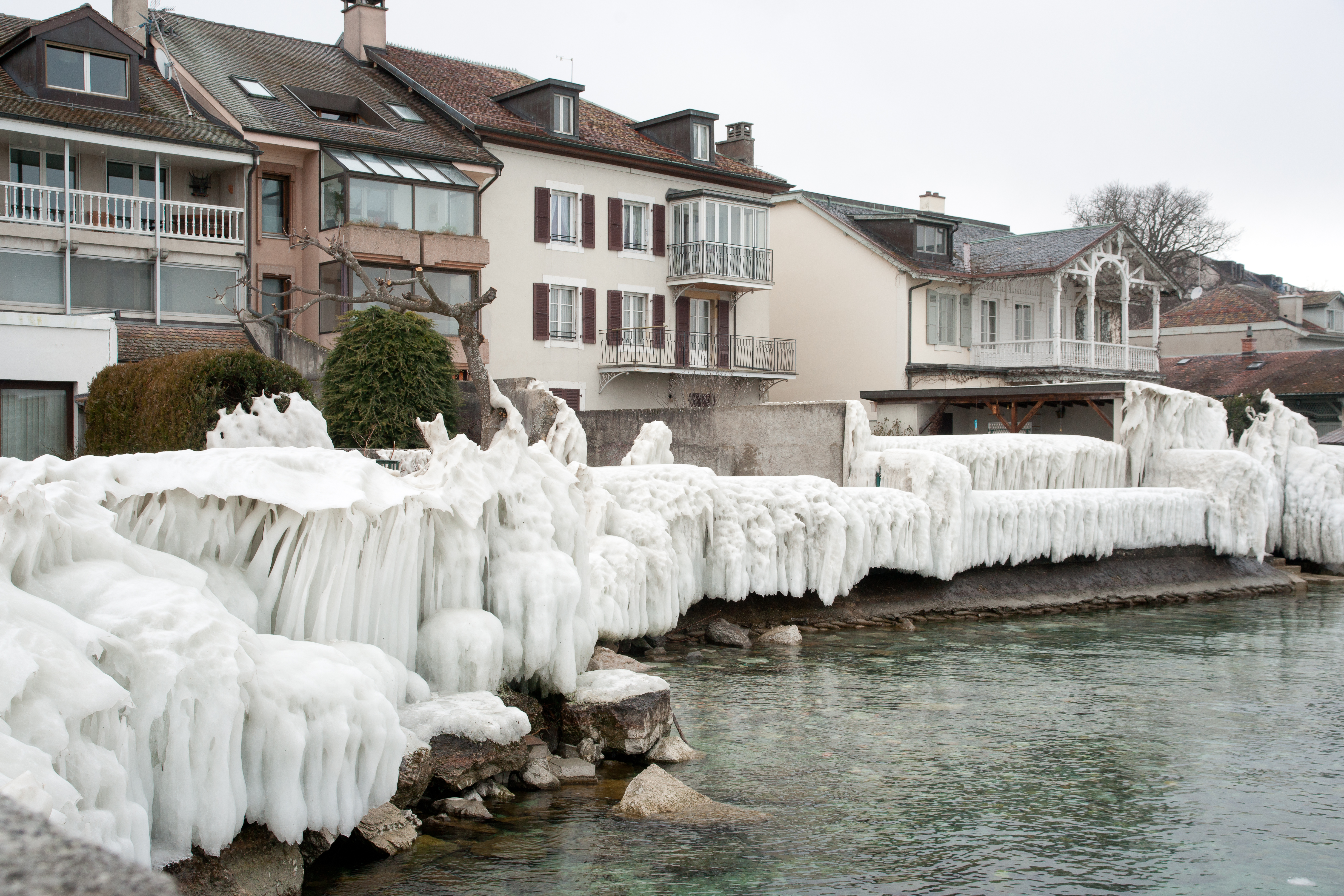
Versoix, Fev. 2012
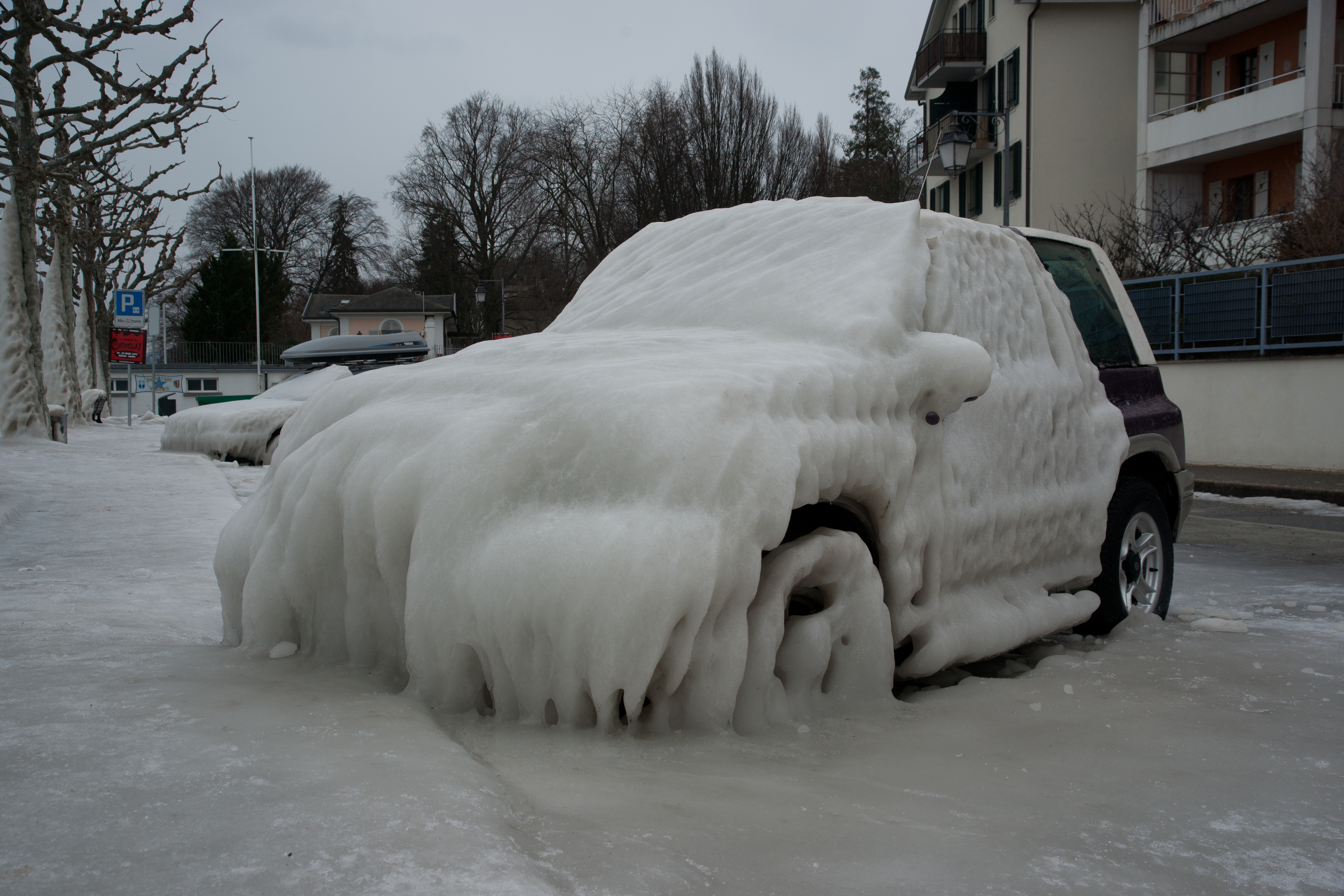
Versoix, Fev. 2012